# Emilio Abello
Emilio Montilla Abello, Sr. (* 14. Januar 1906; † 18. Mai 1982) war ein philippinischer Diplomat, Politiker und Manager.

## Leben

### Studium, Rechtsanwalt und Heirat
Abello, drittes von fünf Kindern des Arztes Manuel Abello und Rosario Montilla, absolvierte die Grundschule und High School in Isabela City und absolvierte danach ein Studium der Rechtswissenschaften an der Universität der Philippinen, das er 1929 als Jahrgangsbester abschloss. Während des gemeinsamen Studiums an der Universität der Philippinen lernte er seine zukünftige Ehefrau Elisa Fajardo Gutierrez aus Bacolor kennen, die mit ihm zusammen 1929 das Studium als Drittbeste und einzige Frau des Jahrgangs abschloss. Diese war eine Tochter des Rechtsanwalts, Richters und Politikers Eduardo Gutierrez-David, der von 1912 bis 1919 den Wahlbezirk Pampanga 1st District in der Philippinischen Legislative war. Ihr Großvater war Mateo Gutierrez Ubaldo, der Mitglied des Parlaments der Provinz Pampanga und 1898 einer der Unterzeichner der Malolos Verfassung war. Zu dem aus 35 Studenten bestehenden Jahrgang gehörten neben seiner späteren Frau auch der spätere Senator Lorenzo Sumulong, die nachmaligen Mitglieder des Repräsentantenhauses Justiniano Montano, Angel Fernandez, Fortunato de Leon, Raul Leuterio, Juan Pajo und Pedro Syquia, aber auch der Diplomat Jacinto Borja und die Richter Federico Alikpala und Mateo Canonong.
Nach seiner Zulassung bei der Rechtsanwaltskammer (Philippine Bar) am 7. Dezember 1929 nahm Abello eine Tätigkeit als Rechtsanwalt in der Kanzlei Paredes, Buencamino and Yulo Law Office auf. Elisa Fajardo Gutierrez begann eine anwaltliche Tätigkeit in der Kanzlei ihres Onkels Jose Gutierrez-David, der später zwischen 1959 und 1961 Richter am Obersten Gerichtshof der Philippinen war. 1931 heirateten Abello und Elisa Fajardo Gutierrez in Bacolor und zogen danach nach Cabanatuan.

### Aufstieg zum Minister und Botschafter in den USA
Nachdem Abello 1934 als Vize-Staatsanwalt der Justizbehörde (Bureau of Justice) in den Staatsdienst gewechselt war, zogen die Eheleute nach Manila. Bereits 1937 wurde er zum Assistenten des Solicitor General ernannt und 1940 mit 34 Jahren jüngster Unterstaatssekretär im Justizministerium. Daneben war er an verschiedenen Universitäten in Manila als Professor für Rechtswissenschaften tätig.
Am 31. August 1944 wurde Abello von Präsident José P. Laurel zu dessen Sekretär (Secretary to the President) ernannt und bekleidete dieses Amt bis zum 27. Februar 1945. Nach den ersten Präsidentschaftswahlen nach dem Zweiten Weltkrieg wurde Abello am 28. Mai 1946 von Präsident Manuel Roxas als Minister im Präsidialamt (Executive Secretary) in dessen Kabinett berufen. In dieser Funktion hielt er am 29. Dezember 1946 die Eröffnungsansprache für das Radioprogramm zum 50. Todestag von José Rizal. Nachdem Präsident Roxas am 15. April 1946 plötzlich verstorben war, behielt er das Amt des Ministers im Präsidialamt auch unter dem neuen Präsidenten Elpidio Quirino bis zum 14. September 1948. Danach wurde er durch Präsident Quirino zum Gesandten an der Botschaft in den USA ernannt und damit zum Ständigen Vertreter des Botschafters in den USA, Joaquín Miguel Elizalde. 1951 übernahm er als Nachfolger von Jose P. Melencio den Posten als Leiter des Generalkonsulats in New York City und verblieb auf diesem Posten bis zu seiner Ablösung durch Leopoldo Ruiz 1953. Am 17. August 1953 wurde Abello zum Kommissarischen Botschafter und Geschäftsträger in den Vereinigten Staaten und übte dieses Amt bis zu seiner Ablösung durch Carlos P. Rómulo am 11. Juli 1955 aus.
Als Rómulos Nachfolger wurde Abello am 8. Februar 1962 von Präsident Diosdado Macapagal erneut zum Botschafter in den USA ernannt, übte dieses Amt aber nur wenige Monate lang bis zu seiner Ablösung durch Amelito Ramirez Mutuc am 21. September 1962 aus.

### Mitgründer der Metrobank und Vorsitzender der Meralco
Unmittelbar nach seiner Abberufung als Botschafter in den USA gehörte Abello neben George S. K. Ty und dem Finanzminister Pio Pedrosa sowie dem ehemaligen Landwirtschaftsminister Placido Mapa, Sr. am 5. September 1962 zu den Gründern der Metropolitan Bank and Trust Company (Metrobank).
Später war er Vorsitzender des Rates für Wirtschaftsentwicklung (Council for Economic Development) und als solcher 1969 maßgeblich an der Durchführung einer philippinisch-US-amerikanischen Arbeitstagung in Baguio City für industrielle Forschung beteiligt. Daneben engagierte er sich als Präsident der Industriekammer der Philippinen PCI (Philippine Chamber of Industries) und trug als deren ehemaliger Präsident im August 1974 die Standpunkte der PCI zur Wirtschaftssituation auf den Philippinen und insbesondere zum sogenannten Laurel–Langley Agreement über die Handelsbeziehungen mit den USA im Malacañang-Palast dem Präsidenten Ferdinand Marcos und dessen „Wirtschaftskabinett“ vor. Dieses bestand aus dem Generaldirektor der Nationalen Wirtschafts- und Entwicklungsbehörde NEDA (National Economic and Development Authority) Gerardo Sicat, Finanzminister Cesar Virata, Industrieminister Vicente Paterno, Arbeitsminister Blas Ople, Handelsminister Troadio Quiazon und dem Minister für öffentliche Arbeiten David Consunji.
In den 1970er Jahren war Abello einflussreicher Wirtschaftsmanager und unter anderem Vorstandsvorsitzender des Elektrizitätsunternehmens Manila Electric Co. (MERALCO). Zugleich engagierte er sich von 1974 bis zu seinem Tod als Vorsitzender beziehungsweise Vize-Vorsitzender der Philippinisch-Japanischen Gesellschaft. Er wurde 1978 zum Mitglied der Provisorischen Nationalversammlung (Interim Batasang Pambansa) gewählt, der er bis zu seinem Tod angehörte.

### Privates
Aus der Ehe mit Elisa Fajardo Gutierrez gingen die fünf Söhne Manuel, Emilio Jr., Jose Maria, Roberto und Eduardo hervor. Ihm zu Ehren vergibt das Energieministerium (Department of Energy) seit 2005 die Don Emilio Abello Energy Efficiency Awards für Energieeffizienz.